# Nabídka, která se neodmítá
Nabídka, která se neodmítá, resp. „udělám mu nabídku, jakou nebude moci odmítnout“ je fráze a slavná věta z knihy Kmotr od Maria Puza z roku 1969 a stejnojmenného filmu od Francise Coppoly z roku 1972. Význam slova nabídka v této větě je „Udělej jak říkám, nebo tě zabiju“
Frázi, která v originále zní "I'm going to make him an offer he can't refuse." a kterou pronáší Don Vito Corleone, zařadili porotci Amerického filmového institutu  na 2. místo v žebříčku 100 nejlepších filmových hlášek.